# آنا مناتساکانیان
آنا مناتساکانیان (ارمنی: Աննա Մնացականյան؛ انگلیسی: Anna Mnatsakanyan زادهٔ ۲۰ نوامبر ۱۹۷۵) اپرا، خواننده اهل ارمنستان است. وی از سال میلادی تاکنون مشغول فعالیت بوده است.

## زندگی‌نامه
وی در ۲۰ نوامبر ۱۹۷۵ در ایروان به دنیا آمد و از کالج دولتی موسیقی رومانوس ملیکیان و کنسرواتوار دولتی کومیتاس ایروان فارغ‌التحصیل گشت. وی در تالار آکادمی ملی اپرا و باله آلکساندر اسپنداریان به عنوان تک‌خوان فعالیت می‌کند. همچنین برندهٔ جوایزی همچون هنرمند افتخاری جمهوری ارمنستان شده است.

## آثار
| نقش             | نقش به ارمنی          | خالق                    | عنوان به ارمنی | عنوان        |
| --------------- | --------------------- | ----------------------- | -------------- | ------------ |
| آیدا            | Աիդա                  | جوزپه وردی              |                | آیدا         |
| ویولتا          | Վիոլետտա              | جوزپه وردی              |                | لا تراویاتا  |
| لئونورا         | Լեոնորա               | جوزپه وردی              |                | تروبادور     |
| نُرما            | Նորմա                 | وینچنتزو بلینی          |                | نرما         |
| توسکا           | Տոսկա                 | جاکومو پوچینی           |                | توسکا        |
| سانتوتسا        | Սանտուցցա             | پیترو ماسکانی           |                | غیرت روستایی |
| بانوی اول و دوم | առաջին, երկրորդ տիկին | ولفگانگ آمادئوس موتسارت |                | فلوت سحرآمیز |
| دختر            | Աղջիկ                 | آوت ترتریان             |                | زمین‌لرزه     |
| لیزا            | Լիզա                  | پیوتر ایلیچ چایکوفسکی   |                | ملکه بیل‌ها   |

## یادداشت
1. ↑  Երկրաշարժ